# Pangrapta acolesis
Pangrapta acolesis är en fjärilsart som beskrevs av Pierre E.L. Viette 1958. Pangrapta acolesis ingår i släktet Pangrapta och familjen nattflyn. Inga underarter finns listade i Catalogue of Life.